# Crixás do Tocantins
Crixás do Tocantins is een gemeente in de Braziliaanse deelstaat Tocantins. De gemeente telt 1.289 inwoners (schatting 2009).